# Кустарниковые сорокопуты (род)
Кустарниковые сорокопуты (лат. Malaconotus) — род птиц семейства кустарниковых сорокопутов.

## Виды
В состав рода включают шесть видов:
- Malaconotus alius Friedmann, 1927 — Черношапочный кустарниковый сорокопут
- Malaconotus blanchoti Stephens, 1826 — Сероголовый кустарниковый сорокопут
- Malaconotus cruentus (Lesson, 1831) — Красногрудый кустарниковый сорокопут
- Malaconotus gladiator (Reichenow, 1893) — Зеленогрудый кустарниковый сорокопут
- Malaconotus lagdeni (Sharpe, 1884) — Галстучный кустарниковый сорокопут
- Malaconotus monteiri (Sharpe, 1870) — Голосистый кустарниковый сорокопут